# Liste von Brunnen in Bad Homburg vor der Höhe

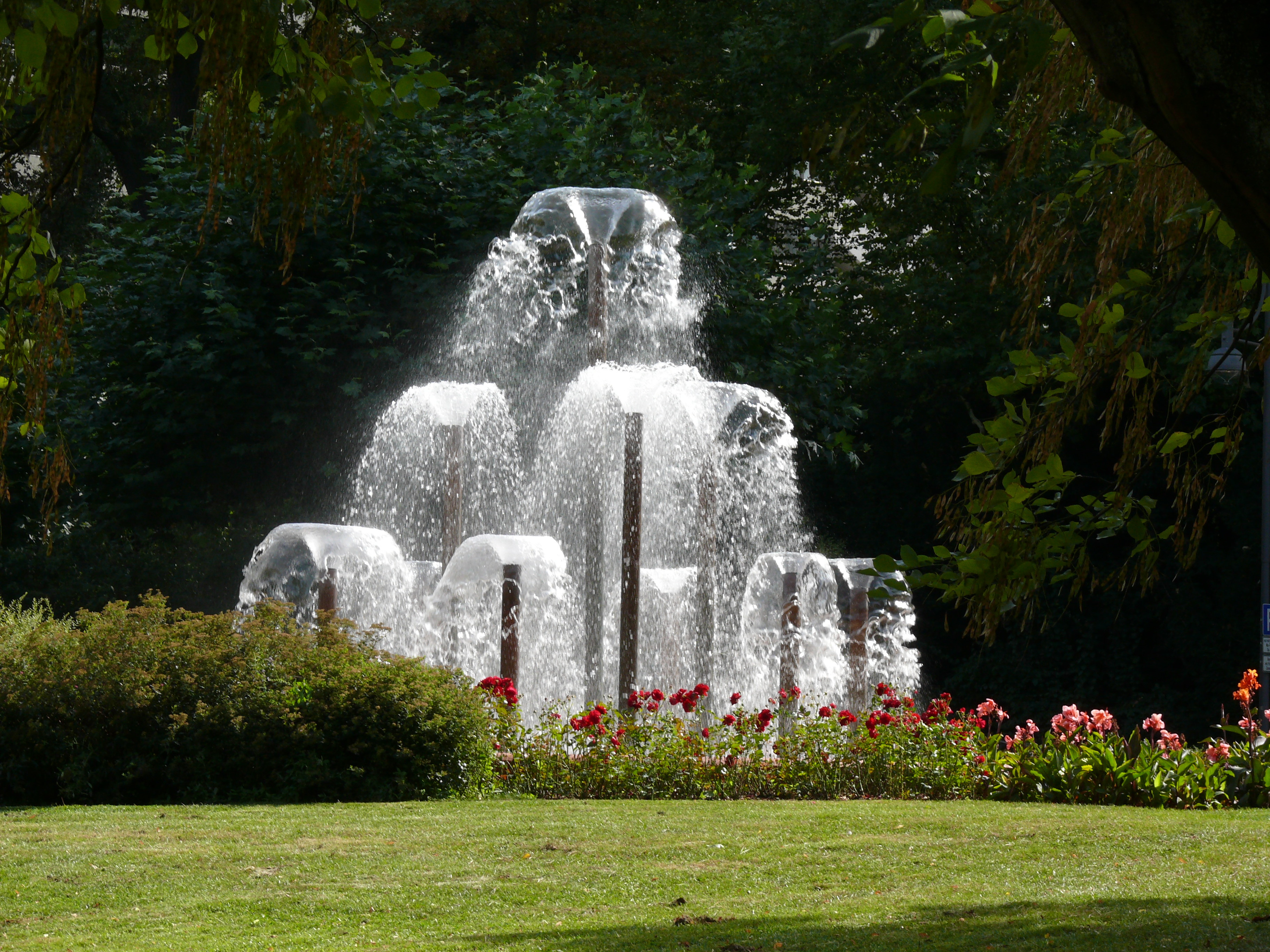
Der Brunnen im Kurpark wurde langjährig als Logo für die Kur in Bad Homburg genutzt

Dies ist eine (unvollständige) Liste von Brunnen in Bad Homburg vor der Höhe.

## Liste der Brunnen

### Dornholzhausen
| Bild | Name                       | Lage               | Anmerkung |
| ---- | -------------------------- | ------------------ | --------- |
|      | Brunnen an der Lindenallee | 50.239637 8.587216 |           |

### Bad Homburg

#### Mineralbrunnen im Kurpark Bad Homburg
Die Geschichte des Kurbetriebs in Bad Homburg ist untrennbar mit den Heilquellen verbunden. Diese Quellen waren wohl schon in römischer Zeit bekannt. So wurden im Gebiet des heutigen Kurparks römische Fundstücke gefunden, die als Weihegaben für Quellgottheiten gehalten werden. Eine Nutzung zu Bade- oder Heilzwecken ist jedoch nicht belegt. Im Lorscher Codex werden 773 zwei Salzquellen erwähnt, die zur Salzgewinnung genutzt wurden. Flurbezeichnungen wie Salzwiesen oder Salzgrund weisen ebenfalls auf diese Funktion hin. Auch in der Landgrafschaft Hessen-Homburg (ab 1622) wurde das Salzsieden betrieben. Landgraf Friedrich II. ließ ein Gradierwerk errichten. Dieses wurde jedoch Anfang des 18. Jahrhunderts aufgegeben und nach Bad Nauheim verkauft. Mit der Entdeckung des Ludwigsbrunnens 1809 und vor allem des Elisabethenbrunnens 1834 begann die Nutzung als Heilwasser.
Die Betreibergesellschaft der Spielbank Bad Homburg erwarb das Bergregal der Landgrafschaft Hessen-Homburg und damit das exklusive Recht zur Nutzung der Mineralquellen. Mit der Annexion der Landgrafschaft durch Preußen verstaatlichte Preußen das Bergregal und übertrug die Verwaltung auf das Oberbergamt Bonn. Am 8. Mai 1867 verzichtete die Gesellschaft förmlich. Zum Schutz der Mineralquellen erließ das Bergamt am 10. Juni 1868 eine Polizeiverordnung mit der weitere Schürfungen im gesamten Gebiet untersagt wurden. Ein Heilquellenschutzgebiet sichert seit 1985 die Sauberkeit des Wassers.
| Bild | Name                              | Lage               | Anmerkung |
| ---- | --------------------------------- | ------------------ | --- |
|      | Chulalongkornbrunnen              | 50.230386 8.622673 | Der 1907 erbohrte und nach Chulalongkorn benannte Brunnen in der alten Salzwiese wird heute im Kur-Royal Day Spa genutzt. |
|      | Elisabethenbrunnen                | 50.22625 8.62929   | Denkmalgeschützter Brunnen in Form eines Rundtempels und Marmorskulptur der griechischen Göttin Hygieia von 1918 des Bildhauers Hans Dammann. |
|      | Kaiserbrunnen                     | 50.228217 8.626383 | Diese den Römern schon bekannte Quelle wurde im Jahr 1841/42 neu erbohrt. Mehrere Neufassungen, zuletzt 1977. |
|      | Kaiserin-Auguste-Viktoria-Brunnen | 50.227186 8.628538 | Der Architekt Heinrich Jacobi entwarf 1910 einen runden Monopteros, bestehend aus acht Säulen, auf denen ein schuppiges Kupferdach ruht. Das an einen antiken Tempel, insbesondere das Lysikratesmonument, erinnernde Werk steht unter Denkmalschutz. |
|      | Landgrafenbrunnen                 | 50.227186 8.628538 | Die heutige Brunnenarchitektur wurde 1908 durch den Bildhauer Anton Lussmann in Formen des Jugendstils geschaffen. Die Reliefbüste des Landgrafen Friedrich II ist ein Werk von Ortud Krüger-Stohlmann. Der Brunnen steht unter Denkmalschutz. |
|      | Louisenbrunnen                    | 50.227205 8.628485 | Die früher „Schwefelquelle“ genannte Quelle liefert nahezu ungeniessbares Wasser, war aber ab 1856/57 bei Herz- und Kreislauferkrankungen recht beliebt. Der unscheinbar kleine Brunnen ist nach Louise, nach der Ehefrau von Landgraf Gustav benannt. Im Bild findet er sich am rechten Rand neben dem Landgrafenbrunnen. |
|      | Ludwigsbrunnen                    | 50.228996 8.626324 | 1809 von zwei spielenden Kindern wieder entdeckte Heilquelle, die schon den Römern bekannt war. Landgraf Friedrich V. Ludwig veranlasste die Einfassung und der Brunnen wurde nach ihm benannt. Der Brunnen steht unter Denkmalschutz. |
|      | Solesprudel                       | 50.22771 8.624044  | Der Solesprudel wurde 1851 erstmals gefasst, 1962 wurde er erneuert. Das Wasser mit insgesamt 12000 mg Natriumchlorid pro Liter stammt aus einer Tiefe von 300 Metern. |
|      | Stahlbrunnen                      | 50.227659 8.626311 | Der Stahlbrunnen war der erste Brunnen, den die Spielbankgesellschaft im Herbst 1841 erbohren ließ. Die erste Eisenfassung war aufgrund des hohen Eisengehalts des Wassers aber bereits nach fünf Jahren zerfressen und wurde durch einen Gußeisernen Brunnen ersetzt. Auch dieser hielt nur 10 Jahre, genauso wie die folgende Kupferlösung. 1869 bis 1966 war der Brunnen in Holz gefasst, bevor er die heutige Form bekam. |

#### Brunnen am Landgrafenschloss
Die Wasserversorgung der Burg war wohl ursprünglich durch Zugbrunnen sichergestellt. Mit dem Umbau der Burg zu Schloss und Schlosspark reichte diese Wasserversorgung nicht aus. 1625 wurde unter Landgraf Friedrich I. daher die „Schlosswasserleitung“ geschaffen. Hierzu wurde der Sangeborn in Oberstedten, ein Seitenarm des Kalten Wassers, gefasst und das Wasser durch Gräben zum Schloss geleitet. Aus dem Jahr 1679 ist eine Inspizierung des aus Holz- und Bleiröhren bestehenden Leitungssystems durch Paul Andrich dokumentiert. 1684 wurde das Leitungssystem erneuert. Das Wassersystem wurde unter Landgraf Friedrich III. (Vertrag 1726) mit der Fassung weiterer Quellen in Oberstedten und dem Bau der Brunnenstube am Platzenberg erweitert. Dieses Wassernetz blieb im Grundsatz erhalten, bis 1901 durch den Bau einer Hochdruckwasserleitung die Wasserversorgung neu geregelt wurde. Die Schlosswasserleitung versorgte den Brunnen im oberen Schlosshof, die beiden unter Landgraf Friedrich II. im Gartenparterre angelegten Becken mit Fontänen und den künstlichen Teich im Kleinen Tannenwald. Daneben wurde Wasser zur landwirtschaftlichen Nutzung abgezweigt.
| Bild | Name                         | Lage               | Anmerkung |
| ---- | ---------------------------- | ------------------ | --- |
|      | Brunnen im oberen Schlosshof | 50.227624 8.610049 | An der Südseite des Weißen Turms im Schlosshof befindet sich seit 1628 ein Brunnen. 1684 wurde er als Laufbrunnen mit wappenbesetztem Trog und mit dem „das Wasser giessende Ungetüm von rotem Sandstein“ beschrieben. Im Jahr 1831 wurde der Brunnen versetzt und freigestellt. Der runde barocker Trog ist mit Hessen-Leiningischem Allianzwappen und klassizistischer, zylindrischer Säule mit schmiedeeisernen Laufröhren versehen. Der Entwurf stammt von Moller/Westerfeld, die Ausführung von Michael Adelmann, Bettingen. |
|      | Orangeriebrunnen             | 50.228067 8.611715 | Vor dem im Erdgeschoss rundbogig gegliederten Mittelteil der klassizistischen Orangerie ist eine Brunnenanlage mit Springbrunnen angelegt. |
|      | Springbrunnen im Schlosspark | 50.22734 8.611209  | Am Südausgang des Schlosses ist eine Brunnenanlage mit Springbrunnen angelegt. |
|      | Brunnen im Schlosspark       | 50.226891 8.611363 | An der Südmauer des Schlossparks ist ein Brunnen angelegt. |
|      | Pompei-Brunnen               | 50.22795 8.610304  | Der Pompei-Brunnen befindet sich im Vorhof des Schlosses. Der Name referenziert auf den Pompejanischem Saal im Englischen Flügel. |

#### Andere Brunnen
| Bild | Name                                               | Lage               | Anmerkung |
| ---- | -------------------------------------------------- | ------------------ | --- |
|      | Kurhausbrunnen                                     | 50.226836 8.617016 | Vor dem Kurhaus Bad Homburg auf der Louisenstraße befindet sich ein Brunnen mit drei, sich nach oben verjüngenden Becken. |
|      | Laternenfestbrunnen                                | 50.228271 8.613018 | Der an das traditionelle Laternenfest erinnernde Brunnen auf dem Marktplatz wurde 1979 von Harry Freder gestaltet.        |
|      | Samariterbrunnen                                   | 50.227373 8.623544 | Der Brunnen von 1915 steht unter Denkmalschutz.                                                                           |
|      | Springbrunnen im Schwanenteich                     | 50.22961 8.620708  | Der Schwanenteich im Kurpark wird durch einen Springbrunnen geziert.                                                      |
|      | Wilhelm Filchner Denkmal                           | 50.227938 8.627655 | Das denkmalgeschützte Wilhelm Filchner Denkmal wurde als Brunnen konzeptioniert aber nie mit Wasser versorgt              |
|      | Brunnen vor dem Haus Kaiser-Friedrich-Promenade 12 | 50.229639 8.615906 | Der denkmalgeschützte Brunnen Kaiser-Friedrich-Promenade 12                                                               |
|      | Tuffsäule von Christof Krause                      | 50.224523 8.621762 | Die Tuffsäule von Christof Krause auf der Louisenstraße war ursprünglich als Brunnen konzipiert.                          |
|      | Brunnenanlage auf dem Bahnhofsplatz                | 50.220793 8.621666 | Im Rahmen der Neugestaltung des Bahnhofsplatzes wurde 2016 eine Brunnenanlage eingerichtet.                               |

### Gonzenheim
| Bild | Name            | Lage      | Anmerkung |        |
| ---- | --------------- | --------- | --------- | ------ |
|      | Drei Lindenborn | zu klären |           | [ 17 ] |

### Kirdorf
| Bild | Name                                              | Lage               | Anmerkung |
| ---- | ------------------------------------------------- | ------------------ | --- |
|      | Pumpbrunnen am Schwesternhaus                     | 50.239637 8.587216 | Im Hof des Schwesternhaus befindet sich dieser Pumpbrunnen, der mit dem Schwesternhaus unter Denkmalschutz steht.                                                                                               |
|      | Brunnen an der Einsegnungshalle des Waldfriedhofs | 50.239637 8.587216 | An der Mauer der Einsegnungshalle des Waldfriedhofs befindet sich dieser Brunnen mit Löwenkopf, der als Teil der Gesamtanlage Waldfriedhof unter Denkmalschutz steht.                                           |
|      | Durstbrunnen                                      | 50.230217 8.619818 | Der Durstbrunnen am Schwedenpfad am Rande des Jubiläumsparks wurde von Hans Dammann geschaffen. Es war ein Geschenk des Landrats Helmut von Brüning und steht unter Denkmalschutz.                              |
|      | Brunnen Fussgasse                                 | 50.240548 8.612228 | In der Raiffeisenstrasse 12, am Ende der Fussgasse befindet sich ein runder Brunnenrand aus mehreren roten Sandsteinteilen, die mit Eisenklammern verbunden sind. Er ist heute Teil der Grundstückseinfriedung. |

## Ober-Erlenbach
| Bild | Name                  | Lage               | Anmerkung |
| ---- | --------------------- | ------------------ | --- |
|      | Brunnen an der Kirche | 50.226484 8.682359 | Vor der Kirche ist eine ungewöhnliche Brunnenanlage eingerichtet. Aus einem gestalteten Riss in der Mauer fließt das Wasser in ein mäandrierendes Rinnsal auf dem Platz. |